# Milano canta n° 2
Milano canta n° 2  è il sesto album in studio del gruppo musicale italiano I Gufi, pubblicato l'11 febbraio 1965.
Il primo album dei Gufi aveva il marchio di fabbrica di Svampa: l'album infatti s'intitola Milano canta (assumerà il numero 1 in seguito all'uscita di altri due album con lo stesso titolo). Nato e vissuto nei quartieri popolari di Milano, caratterizzati dai cortili, dalle case a ballatoio e da quell'intensa umanità, Svampa aveva subìto il fascino della cultura popolare ed aveva fatto una scrupolosa ricerca filologica e archivistica al fine di valorizzare e tramandare il patrimonio della canzone meneghina. Negli anni successivi, a partire dal 1968, realizzò la raccolta musicale Milanese - Antologia della canzone lombarda di 153 brani raccolti in dodici album.

## Tracce

### Lato A
1. È mezzanotte in punto – 6:25 (Nanni Svampa, Roberto Brivio, Lino Patruno)
2. La ballata del pitor – 2:45 (Enrico Medail, Lino Patruno)
3. La povera Rosetta – 3:44 (Giorgio Gaslini)
4. Tucc i dì – 2:28 (Nanni Svampa, Lino Patruno)
5. Donne gh'è chì el magnano – 2:20 (Trascr. Giorgio Gaslini)

### Lato B
1. La bella Gigogin – 3:10 (Trascr. Lino Patruno)
2. Pellegrin che vien da Roma – 3:08 (Trascr. Giorgio Gaslini)
3. E verrà quel dì di lune – 3:10 (Trascr. Lino Patruno)
4. De tant piscinin che l'era – 3:05 (Trascr. Giorgio Gaslini)
5. Ma mi... – 3:20 (Fiorenzo Carpi, Giorgio Strehler)
6. La mamma di Rosina – 2:07 (Trascr. Lino Patruno)

## Formazione
- Roberto Brivio – voce, chitarra, fisarmonica
- Nanni Svampa – voce, chitarra, pianoforte
- Lino Patruno – voce, chitarra, banjo, contrabbasso
- Gianni Magni – voce